# کلاگن‌فورت
کلاگن‌فورت (Klagenfurt am Wörthersee) یکی از شهرهای اتریش و مرکز ایالت فدرال کرنتن این کشور است. این شهر با جمعیت بیش از ۹۰٬۰۰۰ نفر، ششمین شهر بزرگ اتریش است. دانشگاه کلاگن‌فورت نیز در این شهر قرار دارد. جمعیت کلاگن‌فورت در آغاز سال ۲۰۰۶ میلادی برابر با ۹۲٬۴۰۴ نفر بوده است.

## موقعیت جغرافیایی
ارتفاع کلاگن‌فورت از سطح دریا ۴۴۶ متر و مساحت شهر برابر با ۱۲۰٫۱۱ متر مربع است. این شهر در نزدیکی دریاچه وورترزی و رود گلان واقع شده است و نیز فاصله نزدیکی با کشور اسلوونی و ایتالیا دارد.
چندین کوه پوشیده از جنگل با بلندای بیش از ۱٫۰۰۰ متر شهر را در برگرفته‌اند.
کلاگنفورت به ۱۵ بخش تقسیم شده است.

## پیشینه
در سال ۱۸۰۹، سربازان فرانسوی زیر فرمان ناپلئون، دیوارهای شهر را ویران کردند، که امروزه فقط کمی از آن باقی‌مانده است. در ۱۸۶۳، خط راه‌آهن این شهر را به سانکت فایت آن‌در گلان مرتبط ساخت و باعث ارتقای اقتصاد شهر شد. در طول جنگ جهانی دوم، این شهر ۴۱ بار بمباران شد و افزون بر کشته‌شدن ۶۱۲ نفر از مردم، ۴۴۳ ساختمان به کلی ویران شدند و ۱٬۱۳۲ ساختمان دیگر آسیب دیدند. هم‌اکنون لوح یادبودی بر فراز محلی که شهروندان آنجا را تخلیه کردند پابرجاست.
از سال ۱۹۷۳، مساحت این شهر با جذب ۴ شهر مجاورش، گسترش یافت. کلاگن‌فورت یکی از نامزدهای میزبانی المپیک زمستانی ۲۰۰۶ بود.

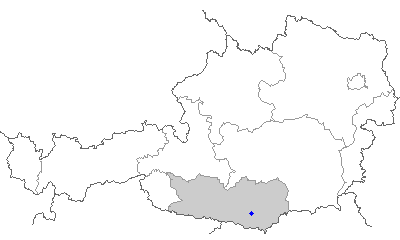
محل شهر کلاگنفورت در اتریش.

## نگارخانه

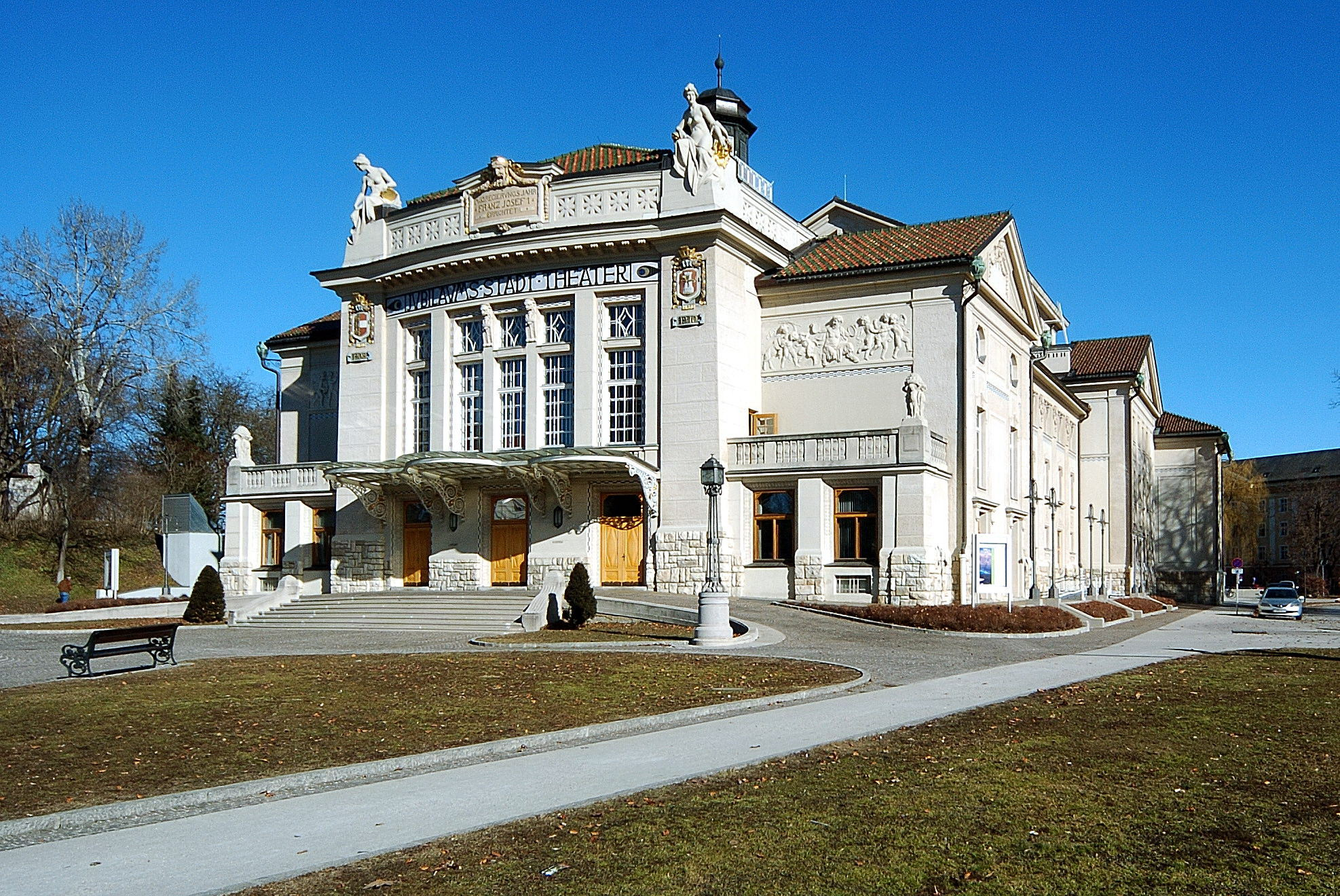
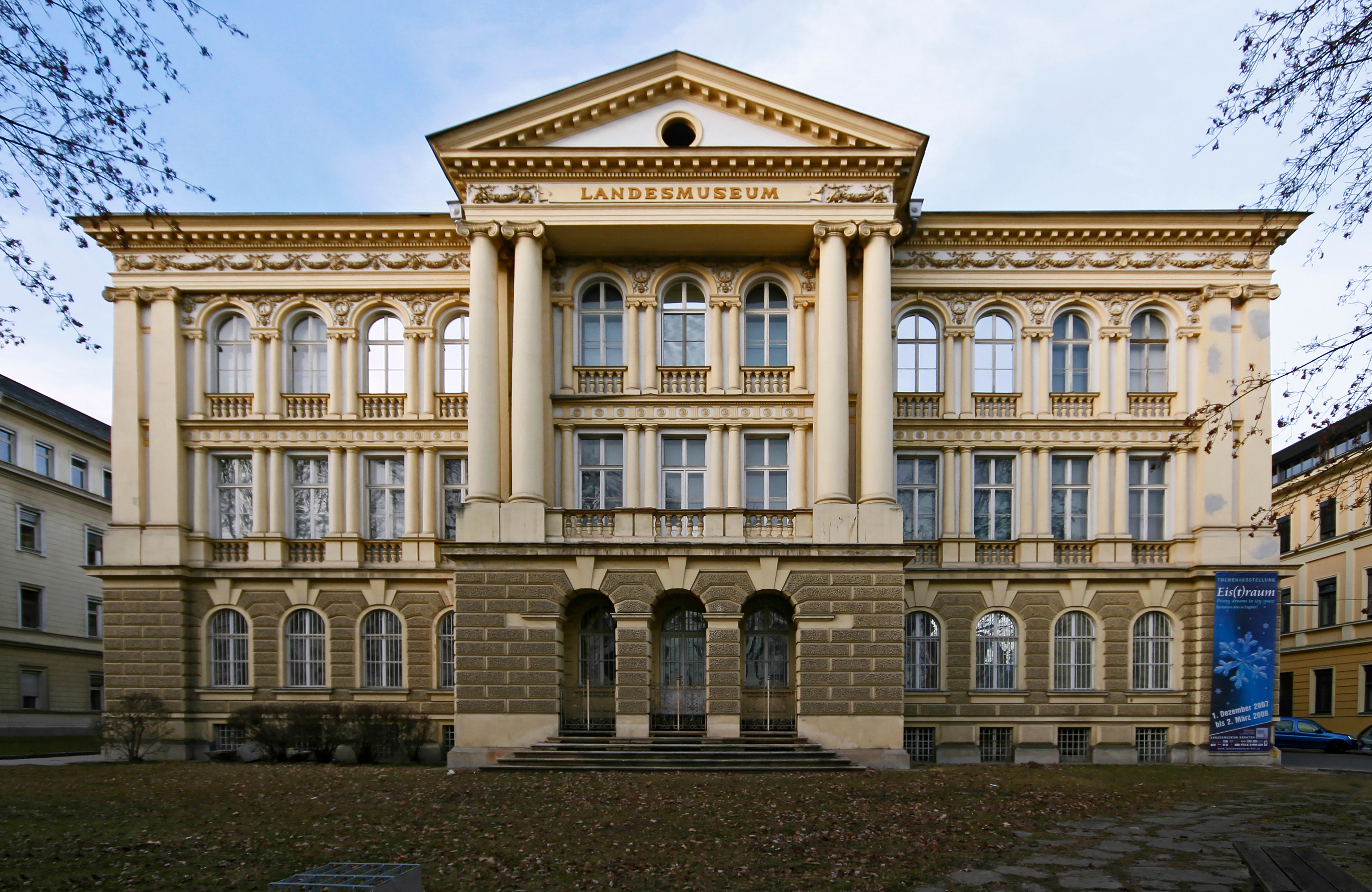
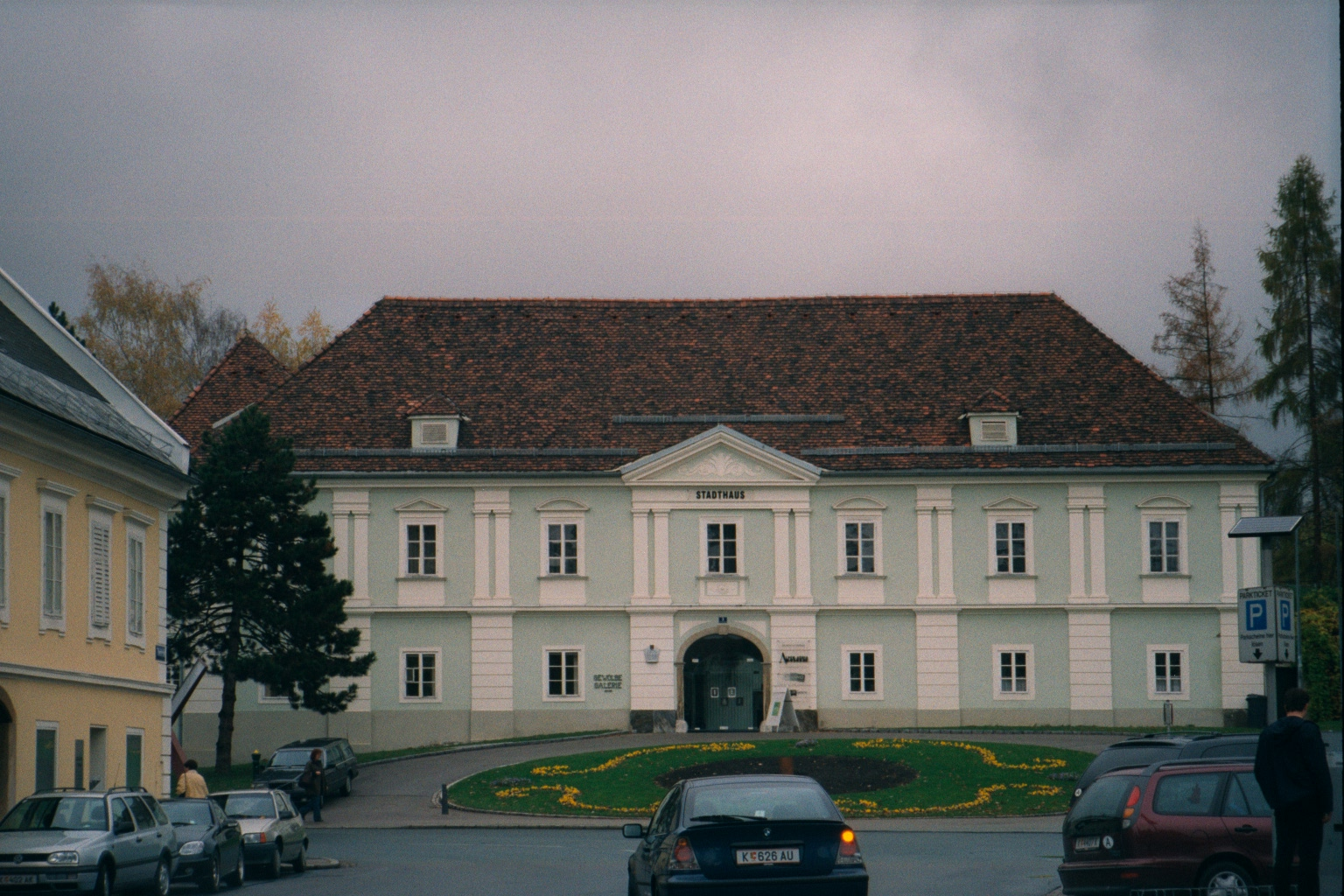
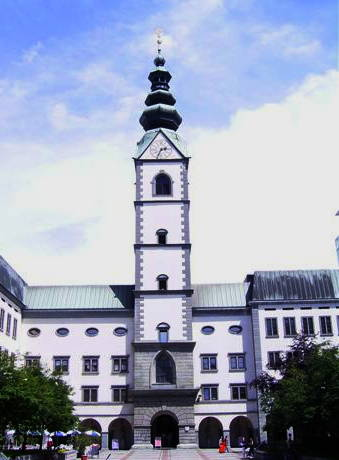
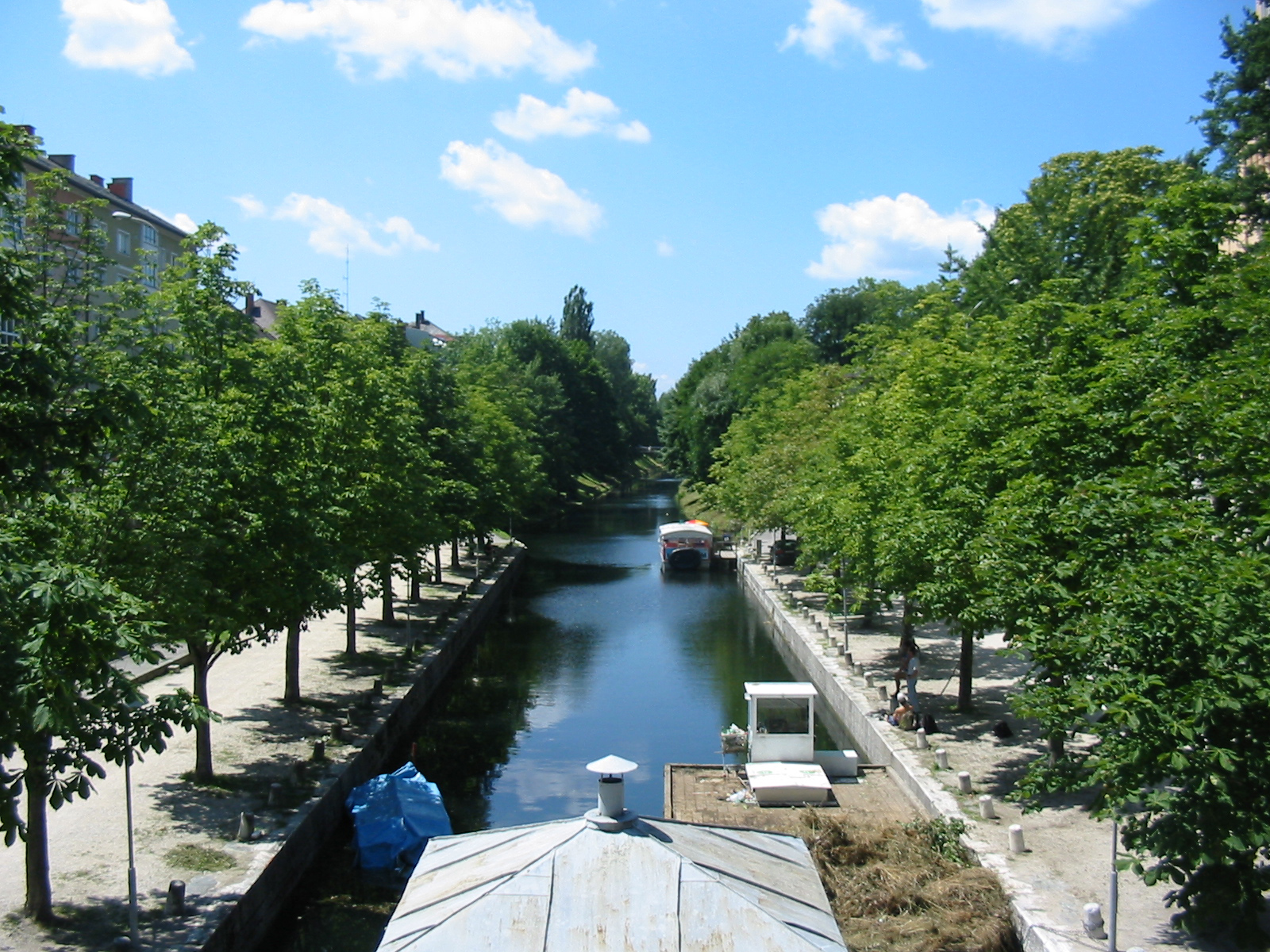
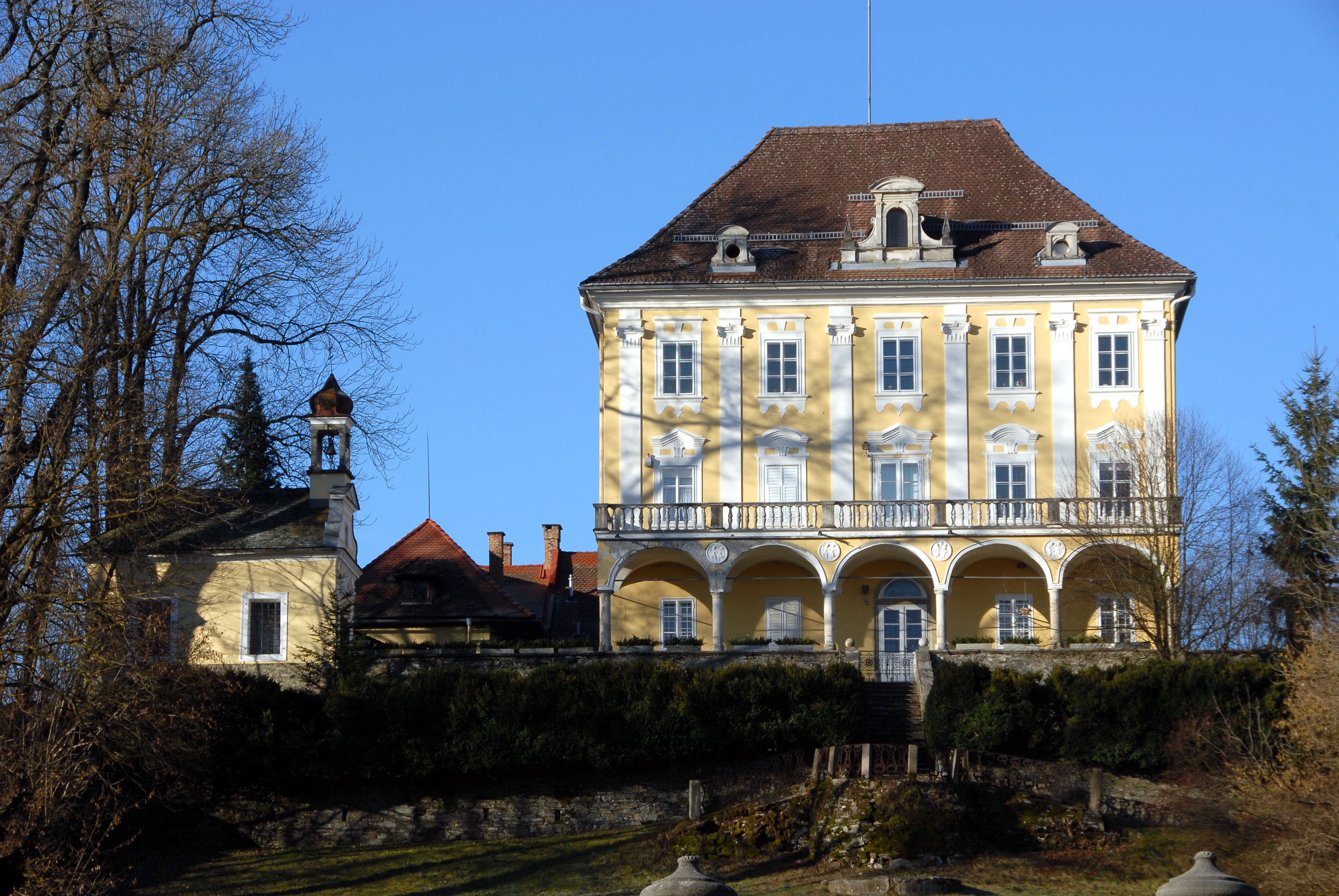
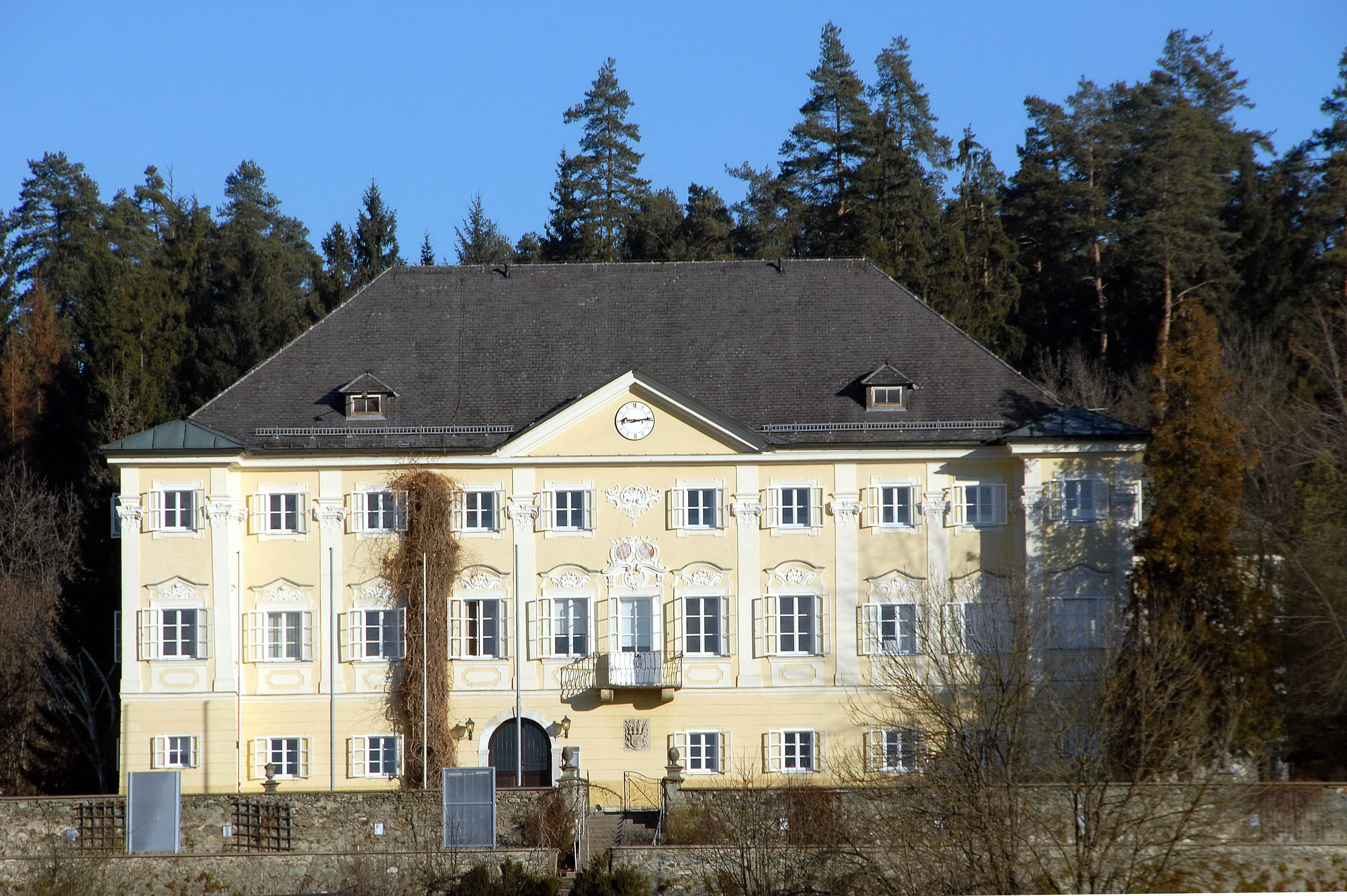
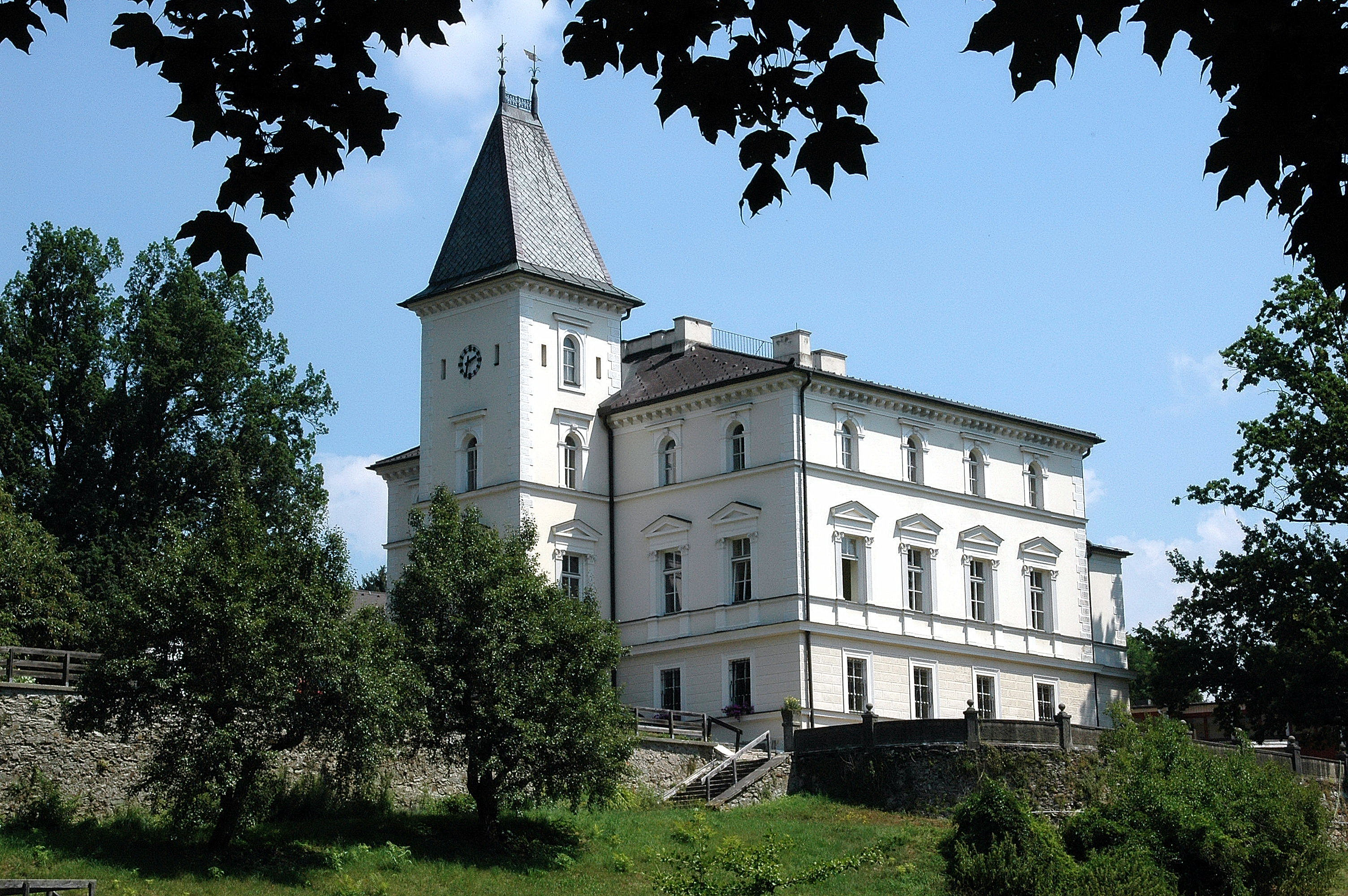
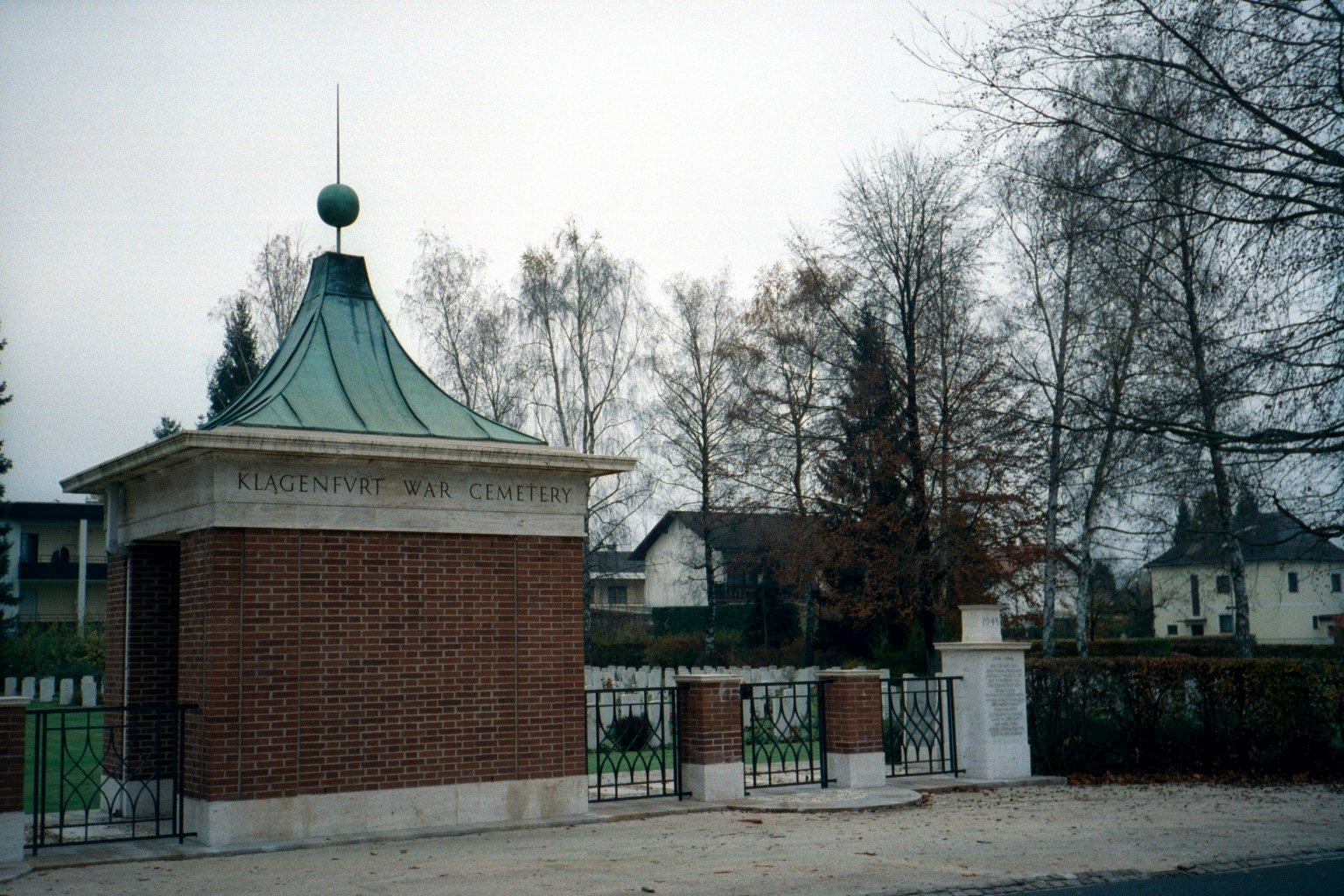
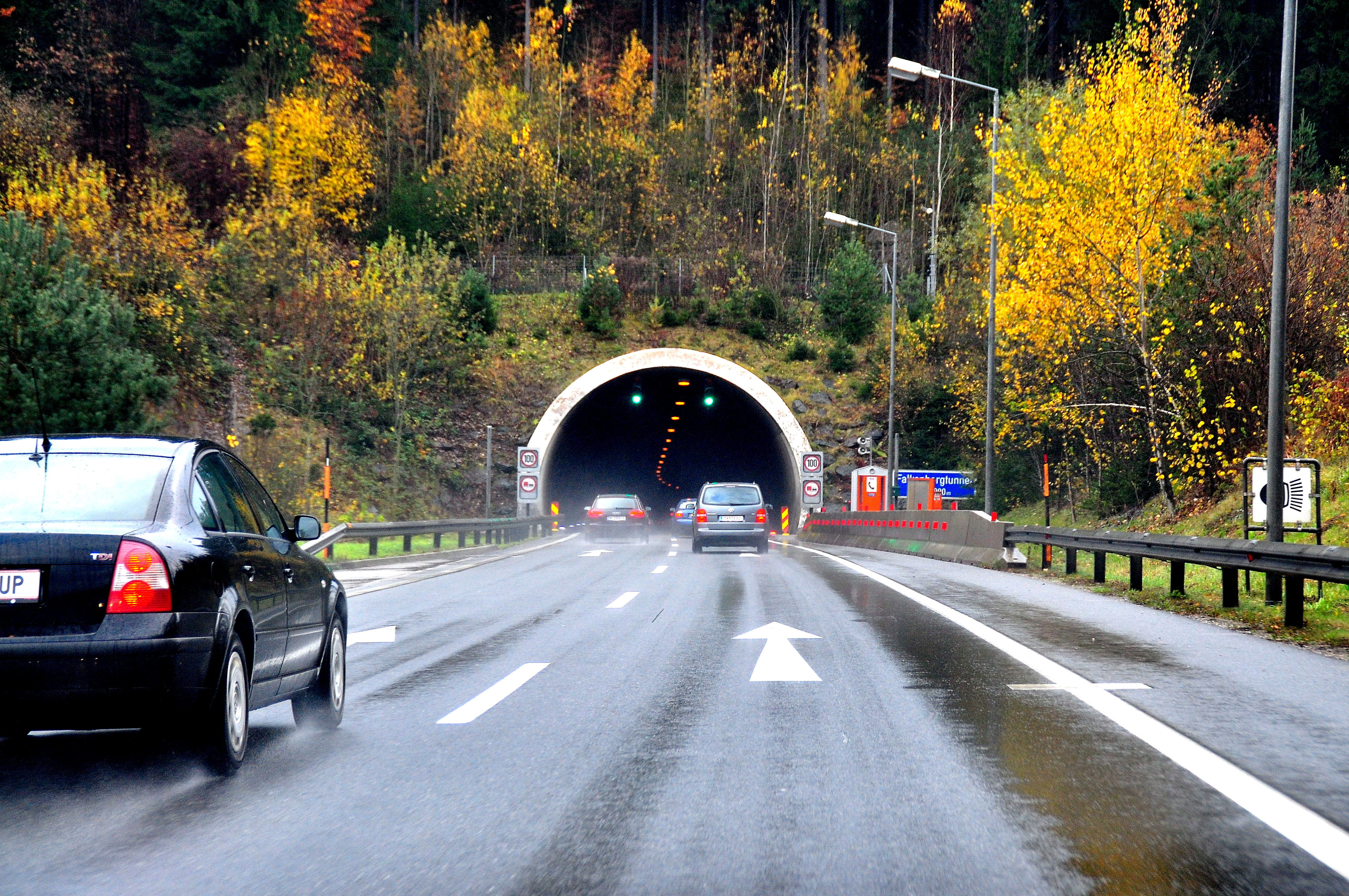
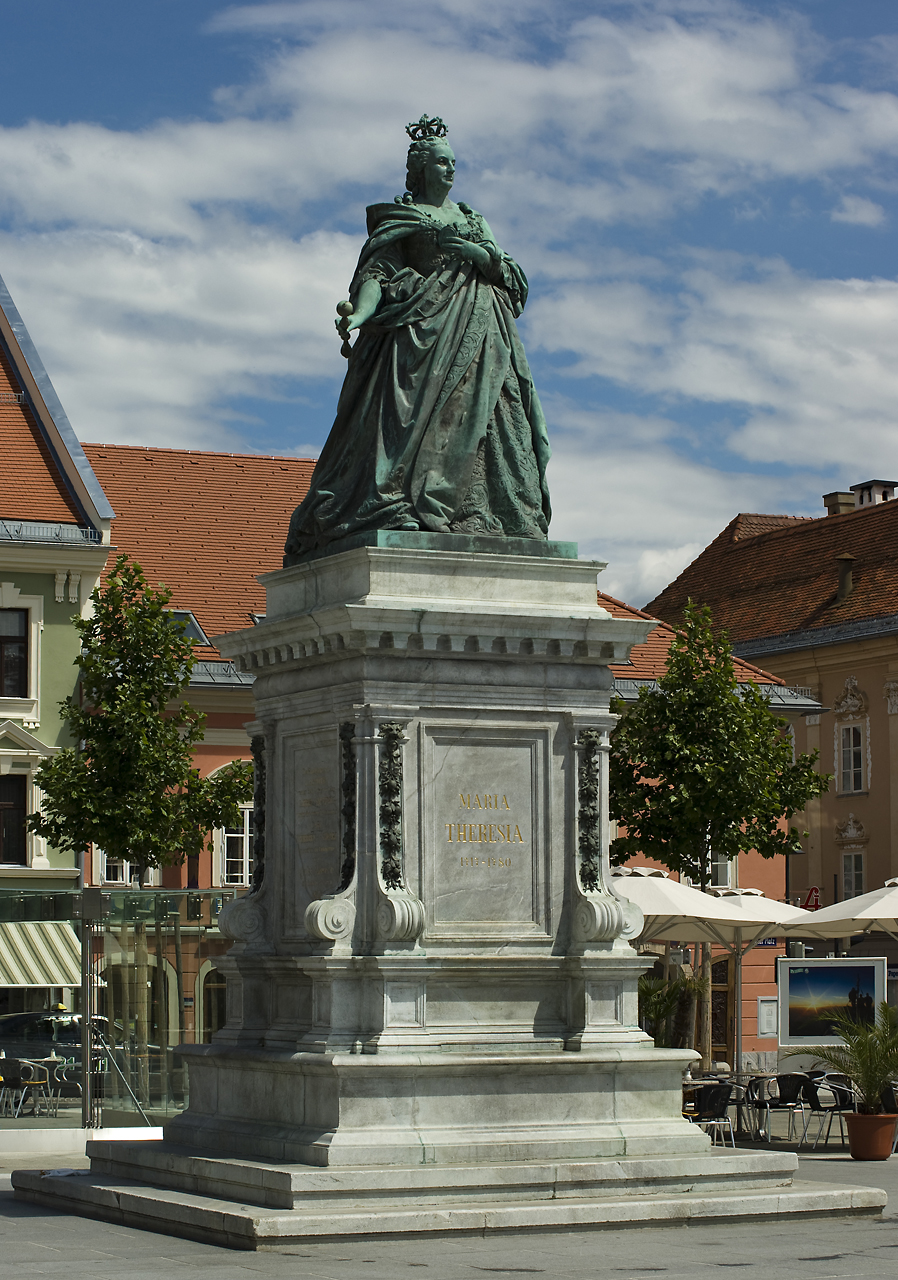
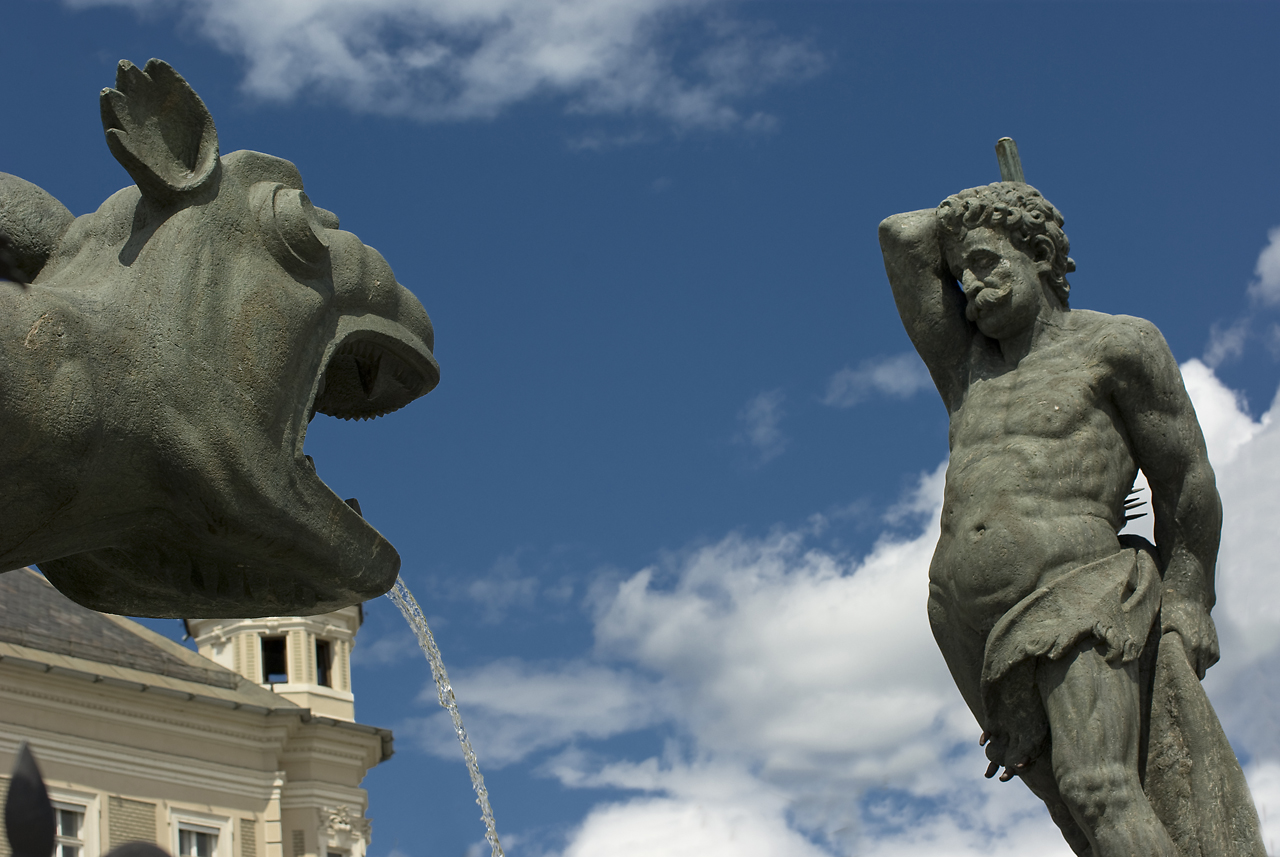